# Celler de la Societat de Blancafort
El Celler de la Societat de Blancafort és un celler cooperatiu de Blancafort (Conca de Barberà) inclòs a l'Inventari del Patrimoni Arquitectònic de Catalunya.

## Descripció
Té tres naus de planta rectangular, col·locades de costat, amb murs de maçoneria, cobertes a dues vessants amb encavallades de fusta. La primera, a l'esquerra, tenia quatre cups soterranis i vuit tines de fusta, i un espai destinats a moll de recepció de verema i sala de premses, les quals en els primers anys eren de barra. La segona nau construïda poc temps després contenia sis cups i sis tines també de fusta.

## Història
La "Societat de Treballadors Agrícoles de Blancafort" es constituí l'any 1896; l'any 1904 redactà un nous estatuts i esdevingué "Societat Cooperativa de Blancafort". Tenia la seu social a cal Carlet del raval de Rosselló. L'any 1911 adquirí un terreny del costat per a construir-hi el celler del raval del Rosselló. Bastiren la primera nau el mateix any. Amb l'increment del nombre de socis, dos anys més tard l'ampliaven amb una altra nau. Finalment l'any 1958 s'amplià el conjunt amb una tercera nau. El celler de la Societat de Blancafort fou un dels tres primers cellers de la Conca i pertany al grup dels anomenats "Sindicats dels pobres" en contraposició als "sindicats dels rics" que convisqueren en molt pobles de la conca fins a l'any 1939.